# Kallbergstjärnen, Hälsingland
Kallbergstjärnen är en sjö i Ovanåkers kommun i Hälsingland och ingår i Ljusnans huvudavrinningsområde.